# Kuchnia polska (film)
Kuchnia polska – polski film obyczajowy z roku 1991 w reżyserii Jacka Bromskiego. Oprócz wersji filmowej realizowano równocześnie serial telewizyjny o takim samym tytule.
W 2020 roku film poddany cyfrowej rekonstrukcji i dostępny na platformie streamingowej 35mm.online.

## Obsada
- Krystyna Janda – Margaret Szymanko
- Krzysztof Kolberger – Jerzy Bergman
- Piotr Machalica – Henryk Kowalczyk
- Marek Kondrat – Stanisław Szymanko
- Wiktor Zborowski – Jan Biesiekierski
- Krzysztof Majchrzak – major Bolko
- Sława Kwaśniewska – Jarosława Szymanko
- Teresa Budzisz-Krzyżanowska – Irena Biesiekierska
- Anna Chodakowska – Alicja Bergman
- Janusz Michałowski – mecenas Świątek
- Leon Niemczyk – Ignacy Feureisen
- Teresa Lipowska – dyrektorka szkoły
- Joanna Kasperska – sekretarka Bergmana
- Halina Rowicka – Helena Kowalczykowa
- Gustaw Lutkiewicz – dyrektor PGR-u
- Eugeniusz Kamiński – Władysław Łabuz
- Jarosław Kopaczewski – Lipiński
- Jacek Strzemżalski – milicjant
- Ryszard Jabłoński – Chrobot
- Jan Jurewicz – posterunkowy w Miłkowie
- Zdzisław Rychter – Fajbusiewicz
- Andrzej Grabarczyk – oficer UB
- Aleksandr Borodiański – major Kriworuczenko
- Wasilij Miszczenko – żołnierz radziecki
- Runnals Davis – konsul brytyjski
- Włodzimierz Bednarski – generał LWP
- Zofia Czerwińska – kobieta w samolocie
- Sławomir Holland – zabójca Margaret
- Kazimierz Orzechowski – ksiądz Kazimierz
- Jacek Domański – tajniak w mieszkaniu Szymanków
- Tadeusz Wojtych – krawiec
- Jerzy Zass – sędzia na procesie Szymanki
- Kazimierz Mazur – strażnik w więzieniu
- Sławomir Orzechowski – Jerzy Mizerski
- Andrzej Grąziewicz – prokurator
- Krzysztof Wróblewski – rzeźnik Marchoł
- Jerzy Gudejko – adiutant
- Włodzimierz Wiszniewski – sołtys
- Piotr Grabowski – ksiądz w samolocie
- Andrzej Gawroński – urzędnik
- Marek Bartkowicz – mężczyzna w samolocie
- Michał Breitenwald – tajniak pod domem Kowalczyka
- Hanna Dunowska – hrabianka Sobańska
- Zygmunt Fok – portier
- Mariusz Leszczyński – obrońca Szymanki
- Agnieszka Mirowska – dziewczyna w samolocie
- Jerzy Słonka – tragarz
- Kazimiera Utrata – mieszkanka rudery
- Waldemar Walisiak – strażnik
- Andrzej Żółkiewski – oficer UB